# Temporada 1988 del Campeonato de España de Rally
La temporada 1988 fue la edición 32.ª del Campeonato de España de Rally. Comenzó el 12 de febrero en el Rally Cataluña y terminó el 13 de noviembre en el Rally Valeo. El calendario contaba con diez pruebas de las que, tres puntuaban para el Campeonato de Europa de Rally: Cataluña-Costa Brava, Príncipe de Asturias y El Corte Inglés.

## Calendario
| N.º | Fecha               | Prueba                          | Superficie     | Series |
| --- | ------------------- | ------------------------------- | -------------- | ------ |
| 1   | 12-13 de febrero    | 24.º Rally Cataluña-Costa Brava | Asfalto/tierra | ERC    |
| 2   | 12-13 de marzo      | 11.º Rally Sierra Morena        | Asfalto        |        |
| 3   | 9-10 de abril       | 2.º Rally Playa de Aro          | Asfalto        |        |
| 4   | 20-22 de mayo       | 20.º Rally Cajalicante          | Asfalto        |        |
| 5   | 3-5 de junio        | 12.º Rally Villa de Llanes      | Asfalto        |        |
| 6   | 9-10 de julio       | 10.º Rally Islas Canarias       | Asfalto        |        |
| 7   | 16-18 de septiembre | 25.º Rally Príncipe de Asturias | Asfalto        | ERC    |
| 8   | 7-9 de octubre      | 10.º Rally de San Froilán       | Asfalto        |        |
| 9   | 29-31 de octubre    | 12.º Rally El Corte Inglés      | Asfalto        | ERC    |
| 10  | 12-13 de noviembre  | 5.º Rally Valeo                 | Asfalto/tierra |        |

## Equipos
| Equipo                | Vehículo                | Piloto               | Copiloto             | Rondas            |
| Equipos oficiales     | Equipos oficiales       | Equipos oficiales    | Equipos oficiales    | Equipos oficiales |
| --------------------- | ----------------------- | -------------------- | -------------------- | ----------------- |
| Jolly Club            | Lancia Delta HF 4WD     | Salvador Servià      | Jordi Sabater        | 1-4, 6            |
| Jolly Club            | Lancia Delta Integrale  | Salvador Servià      | Jordi Sabater        | 7-10              |
| Ford RACE Marlboro    | Ford Sierra RS Cosworth | Carlos Sainz         | Luis Moya            | 1-5, 7, 9-10      |
| Telefunken-BMW        | BMW M3 E30              | Josep Bassas         | Antonio Rodríguez    | 1-10              |
| Opel Philips Team     | Opel Kadett GSI         | Beny Fernández       | José Luis Sala       | 1-10              |
| SEAT Sport            | Volkswagen Golf GTi     | Josep Arqué          | Álex Romaní          | 1-8, 10           |
| Equipos privados      |                         |                      |                      |                   |
| Jesús Puras           | Ford Sierra RS Cosworth | Jesús Puras          | Tomás Aguado         | 1-7, 9-10         |
| Sauermann Competición | BMW M3 E30              | Fernando Capdevila   | Margarita Cortecero  | 1-2               |
| Sauermann Competición | BMW M3 E30              | Fernando Capdevila   | Orlando Yáñez        | 4                 |
| Sauermann Competición | BMW M3 E30              | Fernando Capdevila   | Manuel Jesús Duranza | 5                 |
| Sauermann Competición | BMW M3 E30              | Fernando Capdevila   | Alfredo Rodríguez    | 6                 |
| Sauermann Competición | BMW M3 E30              | Fernando Capdevila   | Juan Luis Estévez    | 7, 9-10           |
| Josep Maria Bardolet  | Citroën Visa GTi        | Josep Maria Bardolet | Pilar Compte         | 1-3               |
| Josep Maria Bardolet  | Citroën AX Sport        | Josep Maria Bardolet | Pilar Compte         | 5, 7-10           |

## Resultados

### Campeonato de pilotos
| Pos. | Piloto              | CAT | SMO | PDA | CAJ | VLL | ICA | PRA | SFR | ECI | VAL | Puntos |
| ---- | ------------------- | --- | --- | --- | --- | --- | --- | --- | --- | --- | --- | ------ |
| 1.   | Carlos Sainz        | 2   | 1   | 1   | 1   | Ret |     | 2   |     | 1   | Ret | 1396   |
| 2.   | Josep Bassas        | Ret | 4   | 3   | 3   | 1   | Ret | Ret | 2   | 3   | 2   | 1260   |
| 3.   | Beny Fernández      | Ret | 3   | 4   | Ret | 2   | 3   | 3   | Ret | 7   | 3   | 1184   |
| 4.   | Salvador Serviá     | Ret | 2   | 2   | 2   |     | 1   | Ret | 1   | Ret | 1   | 1116   |
| 5.   | Jesús Puras         | 6   | 6   | 5   | Ret | 5   | 2   | 5   |     | 9   | Ret | 1112   |
| 6.   | Fernando Capdevila  | Ret | 8   |     | 6   | 10  | 5   | 6   |     | Ret | 4   | 768    |
| 7.   | Javier Brugué       | 23  | 26  | 22  | 30  | 29  |     | 24  |     |     | 25  | 702    |
| 8.   | José María Bardolet | 7   | Ret | 6   |     | 8   |     | Ret | 4   | Ret | 13  | 664    |
| 9.   | Jesús Saiz          | 16  | 14  | 10  |     | 9   | 8   | 9   | 10  |     | Ret | 658    |
| 10.  | Josep Arqué         | 5   | 5   | Ret | 4   | Ret | Ret | 4   | Ret |     | Ret | 646    |

### Campeonato de marcas
| Pos. | Marca        | Puntos |
| ---- | ------------ | ------ |
| 1.   | FASA-Renault | 101    |
| 2.   | Opel         | 96     |

### Grupo N
| Pos. | Piloto             | Puntos |
| ---- | ------------------ | ------ |
| 1.   | Jesús Puras        | 1750   |
| 2.   | Fernando Capdevila | 1152   |
| 3.   | Jesús Saiz         | 968    |
| 4.   | José Teixidor      | 738    |
| 5.   | Javier Brugué      | 702    |

### Copilotos
| Pos. | Copiloto            | Puntos |
| ---- | ------------------- | ------ |
| 1.   | Luis Rodríguez Moya | 1396   |
| 2.   | Antonio Rodríguez   | 1260   |
| 3.   | José Luis Sala      | 1184   |
| 4.   | Jordi Sabater       | 1116   |
| 5.   | Tomás Aguado        | 794    |
| 6.   | E. Zubiri           | 702    |
| 7.   | J. Robledano        | 698    |
| 8.   | Pilar Compte        | 664    |
| 9.   | Álex Romaní         | 646    |
| 10.  | Lluis Teixidor      | 566    |

### II Copa Nacional Renault de rallies
| Pos. | Piloto            |
| ---- | ----------------- |
| 1.   | José Piñón        |
| 2.   | Germán Castrillón |
| 3.   | Cele Foncueva     |
| 4.   | Evangelino Otero  |
| 5.   | Francisco Cima    |

### Desafío Peugeot Talbot
| Pos. | Piloto        |
| ---- | ------------- |
| 1.   | Jesús Sáiz    |
| 2.   | José Teixidor |
| 3.   | Javier Azcona |
| 4.   | Jorge Griño   |
| 5.   | Jaime Montes  |

### V Trofeo Opel de Rallies
| Pos. | Piloto               |
| ---- | -------------------- |
| 1.   | Juan María Barrabeig |
| 2.   | Javier Dávila        |
| 3.   | Julio Cidoncha       |
| 4.   | Luis Climent         |
| 5.   | David Dacderón       |

### Copa Ibiza
| Pos. | Piloto            |
| ---- | ----------------- |
| 1.   | Josep Genoher     |
| 2.   | Emilio Rodríguez  |
| 3.   | Fernando González |
| 4.   | Francisco Valero  |
| 5.   | Jordi Maestro     |